# Beth Gibbons
Beth Gibbons (Exeter, Devon; 4 de enero de 1965) es cantante y compositora del grupo musical británico de trip-hop Portishead.

## Biografía
Fue criada en una pequeña granja a 20 millas de la ciudad. Durante su infancia, acostumbraba a sentarse en su habitación a leer poemas mientras su padre y hermanos no comprendían su actitud. Para una familia con un padre adventista y tres hijas no había mucho tiempo para la depresión y el calmado trabajo de Sylvia Plath.
En una de sus primeras entrevistas dijo recordar que en la granja todos tenían mucho trabajo, y no había realmente tiempo para el humor.
Lejos de odiar la dura labor que hacía en la granja, aceptaba la ardua tarea y los fuertes vínculos familiares. En su adolescencia, cuando la mayor parte de sus amigos salían a divertirse por la ciudad de Exeter en las noches, ella prefería quedarse en su casa con su madre y escuchar discos. Su única distracción además de la música fue un novio que tuvo a la edad de 20 años. Pero después de un tiempo de vida en familia ella decidió abandonar la granja y buscarle otro camino a su vida.
Quería irse de casa pero le resultaba atemorizante. Finalmente a los 22 años se traslada a la ciudad de Bath, experiencia que según recuerda le abrió los ojos. Más tarde se muda a Bristol donde conoce a su futuro compañero de Portishead, Geoff Barrow, en un curso de capacitación para jóvenes emprendedores en 1991.

## Carrera
En un giro de la vida, halló su fama y fortuna esperando en una oficina gubernamental donde se encontró con su futuro socio de Portishead, Geoff Barrow.
Barrow estaba trabajando como técnico en Bristol, en el legendario estudio Coach House por el cual pasaron grandes estrellas tales como Primal Scream, Paul Weller, y Depeche Mode, preparando lo que sería el álbum debut del grupo Massive Attack, Blue Lines.
En el 2002 editó su primer disco solista llamado Out of Season, producido por el ex-Talk Talk Rustin Man.
En el 2019 la cantante anunció mediante sus redes sociales el lanzamiento de su nuevo trabajo musical como solista junto con la Polish National Radio Symphony Orchestra llamado Symphony of Sorrowful Songs un directo grabado en el año 2014. Este trabajo será lanzado en marzo de 2019. Esto constituye su regreso después de un hiatus de casi 10 años, y se espera que después se inicien los planes para un nuevo álbum de estudio con su banda Portishead. 

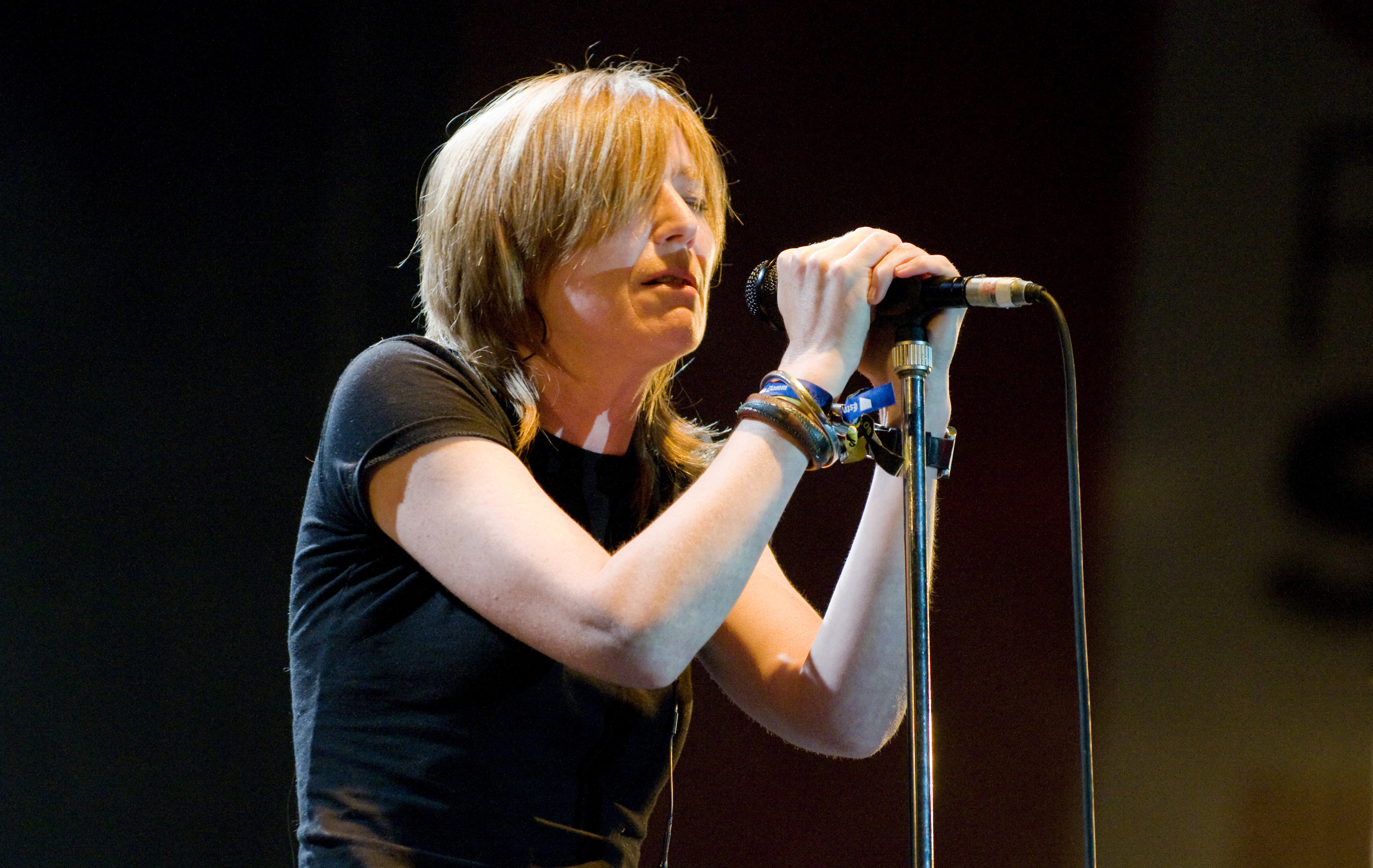
Portishead @ Primavera Sound 5

## Discografía

### Con Portishead
- Dummy (1994)
- Portishead (1997)
- Roseland NYC Live (1998)
- Third (2008)

### En solitario
- Out of Season (2002) con Rustin Man
- Henryk Górecki: Symphony No. 3 (Symphony of Sorrowful Songs) (2019) con Polish National Radio Symphony Orchestra
- Lives Outgrown (2024)